# Смаль Василь Захарович
Васи́ль Заха́рович Сма́ль (4 квітня 1930, с. Глупанин, Рівненська область — 10 листопада 1987, Київ) — український радянський педагог, кандидат педагогічних наук (1963), професор (1983), проректор Київського педагогічного інституту ім. О.  М. Горького, дослідник історії педагогіки.

## Біографія
Народився 4 квітня 1930 року в селянській сім'ї у с. Глупанин (нині Миротин) Здолбунівського району Рівненської області. Мати Текля і батько Захар займалися сільським господарством. Закінчив початкову школу, згодом навчався в семирічній школі в сусідньому селі Гільча-Чеська (нині Гільча Друга), під час окупації не навчався. Після деокупації продовжив навчання й у 1948 році закінчив Підкамінську середню школу Здолбунівського району з відзнакою. У тому ж році вступив на історичний факультет Львівського педагогічного інституту.
Під час навчання в інституті його обирали головою Ради наукового студентського товариства. За наукові дослідження з педагогіки, виконані в студентському науковому гуртку, двічі нагороджували грамотами Міністерства вищої освіти СРСР. У 1952 році закінчив Львівський педагогічний інститут з відзнакою.
Після закінчення інституту його призначили директором Баратинської середньої школи Львівської області. Потім перевели на посаду директора середньої школи м. Підкамінь, де він працював з 1952 по 1955 рік. У Підкамені його обранли депутатом районної ради депутатів трудящих, також він керував комісією з питань народної освіти, водночас працював головою правління районного відділення товариства «Знання».
З 1955 по 1958 рік він навчався в аспірантурі при Науково-дослідному інституті педагогіки УРСР. З 1958 по 1967 рік — молодший науковий співробітник, а з 1964 — старший науковий співробітник відділу історії педагогіки. Під час роботи в НДІ вченого обирали до складу партбюро інституту, керував політичним семінаром у мережі партійної освіти, був обраний до складу бюро педагогічної секції Українського товариства із зарубіжними країнами.У 1963 році захистив кандидатську дисертацію на тему «Педагогічні погляди І. Франка», науковим керівником був професор О. Г. Дзеверін.
З 1964 працював на кафедрі педагогіки Київського педагогічного інституту ім. О. М. Горького. У 1967 році вченого на конкурсній основі обрали доцентом кафедри педагогіки КДПІ. У 1968 році він став завідувачем цієї кафедри та очолював її майже 20 років. У серпні 1978 року його призначили на посаду проректора з навчальної роботи.
З 1980 року — доцент кафедри педагогіки. З 1983 року — професор кафедри педагогіки.
У 1985 році вчений розпочав роботу над докторською дисертацією на тему «Революційно-демократична педагогіка на Україні в XIX — на початку XX ст.», проте не встиг її закінчити.
Помер 10 листопада 1987 року у Києві, причиною смерті став спонтанний розрив стравоходу. Похований на Байковому цвинтарі.

### Родина
В інституті Василь Захарович познайомився зі своєю майбутньою дружиною — Тетяною Іванівною, яка була активісткою комсомольської організації і навчалася на філологічному факультеті. Донька — Полукарова Світлана Василівна.

## Науково-освітня та творча робота
Володів польською, чеською, словацькою, німецькою, болгарською, сербсько-хорвацькою мовами, перекладав твори українською.
Захоплювався та досліджував творчість Івана Франка. Захистив дисертацію на тему його педагогічних поглядів, яка до того часу не була предметом дослідження жодного науковця.
За час роботи в КДПІ вчений активно працював над удосконаленням навчально-виховного процесу в педвузі й підвищенням рівня підготовки майбутніх учителів, що відображено в наступних книгах і статтях у педагогічній пресі:
- «Педагогічна практика студентів» (співавтор) (1972);
- «Проблеми суспільного виховання» (1968);
- «Роль педагогічного інституту в педагогічній професійній орієнтації учнів» (1971);
- «Подготовка студентов к работе со школьниками по педагогической профориентации» (1977);
- «Роль технічних засобів навчання в навчально-виховному процесі педагогічних інститутів» (1978).

Під його керівництвом захищено понад 30 кандидатських дисертацій українських та зарубіжних здобувачів. За ініціативи вченого було введено курси «Вступ до спеціальності», «Школознавство», факультативний курс «Основи естетичного виховання майбутнього вчителя», покращено викладання основних педагогічних дисциплін «Педагогіки» та «Історії педагогіки».
Вчений входив до складу ідеологічної комісії комітету з освіти республіканської комісії ЮНЕСКО; до науково-методичних рад із педагогіки при Міністерстві СРСР і Міністерстві освіти УРСР; Ради студентських товариств педагогічних вузів УРСР; очолював республіканську секцію порівняльної педагогіки Педагогічного товариства УРСР; включений до складу президії Ради сприяння народним університетам при Міністерстві УРСР, обирався членом партійного комітету інституту і виконував обов'язки заступника секретаря партбюро. Крім того, брав активну участь у симпозіумі ЮНЕСКО з питань ліквідації неписемності (1966), міжнародній конференції з питань виховання інтернаціоналізму в ЧССР, читав лекції у педагогічних закладах Німеччини, Польщі, Чехословаччини.
З 1971 року — член редколегії республіканського журналу «Радянська школа». Також він був членом редколегії науковометодичного збірника «Вища школа», головою комісії із присудження премій Педагогічного товариства УРСР, одним з ініціаторів створення творчої співдружності педагогічних ЗВО соціалістичних країн. Здійснив енциклопедичні розвідки вивчення системи освіти в зарубіжних країнах (автор понад 80 статей-довідок в усіх 16-ти томах «Української радянської енциклопедії»).
Окрім того, до кола історико-педагогічних інтересів вченого входила історія дошкільної педагогіки. Над хрестоматією «Історія дошкільної педагогіки» він працював у співавторстві з колегою по кафедрі педагогіки, доцентом З. Борисовою. Внеском В. З. Смаля у створення видання були вступні нариси до кожного розділу, в яких висвітлив біографічні дані та значення провідних педагогічних ідей педагогів різних епох для розвитку дошкільного виховання.

## Визнання та оцінка діяльності
О. О. Адаменко у своєму дисертаціному дослідженні вказує, що В. З. Смаль є одним з «визначних, але напівзабутих педагогів другої половини XX сторіччя».
Дослідник історії педагогіки України Н. Гупан у дисертації «Розвиток історії педагогіки в Україні (історіографічний аспект)» визнає В. Смаля провідним українським істориком педагогіки, особливу увагу звертаючи на важливість і значення монографії В. Смаля «Педагогічні ідеї Івана Франка» для розвитку вітчизняної історико-педагогічної науки 60-х рр.
У «Енциклопедії освіти» наголошують на тому, що серед провідних науковців його визнано дослідником, що намагався об'єктивно представити історію розвитку освіти і педагогічної думки в Україні.
Вчені-дослідники історії педагогіки — О. Любар, М. Стельмахович, Д. Федоренко в навчальному посібнику «Історія української школи і педагогіки», високо оцінили внесок В. З. Смаля в розробку багатьох аспектів педагогічної науки, а особливо питань становлення і розвитку педагогічної думки в Україні, визнали вченого провідним дослідником історії вітчизняного шкільництва.
Також високо оцінено внесок В. З. Смаля у розвиток педагогічної науки у підручнику Л. Медвідь «Історія національної освіти і педагогічної думки в Україні».
Схвальні відгуки щодо значення практичних робіт і наукових досягнень професора дає В. Майборода в монографії «Вища педагогічна освіта в Україні: історія, досвід, уроки», наголошуючи на значному внеску в розвиток педагогічної науки і значенні історико-педагогічних досліджень, які «стали відомими не тільки в Україні, а й за кордоном».
У некролозі, опублікованому в журналі «Радянська школа» в № 12, зазначено, «особливо великий вклад» вніс В. З. Смаль у вивчення і пропаганду педагогічної спадщини В. О. Сухомлинського.

## Нагороди
- «За доблесну працю» (1970);
- «Відмінник народної освіти» (1971);
- Грамоти Міністерства освіти СРСР і УРСР[1].